# Мельник Валентин Миколайович
Мельник Валентин Миколайович (нар. 22 жовтня 1952) — український астроном, спеціаліст з теоретичного дослідження космічної плазми, завідувач відділу астрофізики в Радіоастрономічному інституті НАН України, лауреат Державна премія України (2018).

## Біографія
Народився 22 жовтня 1952 року в місті Чугуїв у Харківської області. 1976 року закінчив Харківський державний університет.
В 1976–1985 роках працював в Інституті радіофізики та електроніки АН УРСР. 1985 року захистив кандидатську дисертацію. 
Від 1985 року працює у Радіоастрономічному інституті НАН України, 2000 року завідує відділом астрофізики. 2001 року в Головній астрономічній обсерваторії НАНУ захистив докторську дисертацію "Розповсюдження та випромінювання пучків електронів в космічній плазмі" за спеціальністю "астрофізика, радіоастрономія".
З 1999 року за сумісництвом викладає в Харківському національному університеті як доцент кафедри космічної радіофізики.

## Наукові дослідження
Валентин Мельник є спеціалістом з космічної плазми. Він досліджує поширення пучків електронів у плазмах різних космічних об’єктів, розподіли частинок та випромінювання в космічній плазмі у неврівноважених умовах, когерентні механізми у космічній плазмі. Він теоретично досліджує спорадичне радіовипромінювання Сонця в декаметровому діапазоні, натомість як спостережні дослідження цього радіовипромінювання проводяться його колегами з Радіоастрономічного інституту за допомогою телескопу УТР-2.

## Нагороди та визнання
- Державна премія України в галузі науки і техніки за роботу «Радіовипромінювання Всесвіту на декаметрових хвилях» (2018)[4]